# Imię róży
Imię róży (wł. Il nome della rosa) – debiutancka powieść kryminalna Umberta Eco wydana w 1980 w Mediolanie w wydawnictwie „Bompiani”; powieść na język polski przełożył Adam Szymanowski (1987).
Akcja powieści rozgrywa się w 1327 w anonimowym włoskim opactwie benedyktynów. Wszystkie wydarzenia rozgrywają się w ciągu tygodnia. Głównymi bohaterami powieści są angielski franciszkanin Wilhelm z Baskerville oraz jego uczeń – młody austriacki nowicjusz – Adso z Melku. Powieść napisana jest w formie kronikarskiej relacji Adsona. 
W Polsce powieść została wydana w 1987 przez Państwowy Instytut Wydawniczy w serii „Współczesna Proza Światowa”; wielokrotnie wznawiana, od 2004 przez wydawnictwo „Noir sur Blanc”.

## Postacie
- Wilhelm z Baskerville – franciszkanin prowadzący śledztwo, opiekun i nauczyciel Adsa/Adsona[4]
- Adso z Melku – nowicjusz z klasztoru benedyktynów w Melku, uczeń Wilhelma, narrator opowieści
- Abbon z Fossanovy – opat, przywiązuje dużą wagę do dóbr materialnych i bogactw przechowywanych w klasztorze. W konflikcie między cesarzem a papieżem opowiada się po stronie cesarstwa. Zleca Wilhelmowi z Baskerville wyjaśnienie tajemnicy śmierci mnichów w klasztorze. Pod koniec śledztwa domyśla się, kto stoi za zbrodniami i próbuje na własną rękę, bez rozgłosu w trosce o cześć opactwa zamknąć sprawę. W nocy siódmego dnia opat próbuje przedostać się tajemnym przejściem do biblioteki, lecz przejście zostaje zablokowane, a opat uwięziony w środku, gdzie ostatecznie umiera z braku powietrza.
- Adelmus z Otrantu – iluminator, od niego zaczyna się całe śledztwo. Z pragnienia wiedzy oddaje się cieleśnie Berengarowi w zamian za wyniesienie z biblioteki księgi De Poetica Arystotelesa. Podczas czytania Adelmus zatruwa się arszenikiem, którym pokryte były karty księgi, a swoje złe samopoczucie będące skutkiem otrucia uznaje za poczucie winy wynikające z popełnionego grzechu i popełnia samobójstwo, rzucając się z murów klasztoru.
- Remigiusz z Varagine – klucznik opactwa, mnich, były heretyk, towarzysz Salwatora. Utrzymuje potajemne stosunki z tajemniczą dziewczyną. Jego heretycka przeszłość związana była z sektą dulcynian, głoszącą skrajne ubóstwo i mordującą możnych
- Malachiasz z Hildesheimu – bibliotekarz, towarzysz brata Jorge z Burgos. W nocy piątego dnia Malachiasz daje się skusić ciekawości i czyta księgę De Poetica Arystotelesa. Bibliotekarz nie jest świadomy, że strony księgi zostały pokryte arszenikiem. Szóstego dnia Malachiasz umiera podczas jutrzni na oczach innych mnichów.
- Seweryn z Sant'Emmerano – herborysta, zaprzyjaźnia się z Wilhelmem. Przebywa w klasztorze od trzydziestu lat, a od dwudziestu pięciu pracuje jako herborysta. Piątego dnia Seweryn ginie od ciosu astrolabium w głowę.
- Mikołaj z Morimondo – szkłodziej
- Alinard z Grottaferraty – najstarszy, powszechnie szanowany mnich. Przed laty bezskutecznie ubiegał się o funkcję bibliotekarza – bibliotekarzem został Jorge z Burgos. Alinard wierzy w rychłe przyjście Antychrysta. Twierdzi, że śmierci mnichów zostały przepowiedziane w Apokalipsie i odpowiadają one siedmiu trąbom anielskim: pierwsza trąba ma sprowadzić grad, ogień i krew, które spadną na ziemię – pierwszy mnich ginie, spadając z murów klasztoru na górskie skały; druga trąba ma przemienić morską wodę w krew – ciało drugiego mnicha zostaje znalezione w kadzi ze świńską krwią; trzecia trąba ma zatruć wody – ciało trzeciego mnicha zostaje znalezione utopione w łaźni; czwarta trąba ma spowodować spadanie gwiazd z nieba – czwarty mnich ginie od ciosu astrolabium w głowę; piąta trąba ma sprowadzić szarańczę i skorpiony – piąty mnich przed śmiercią mówi o skorpionach. W trakcie pożaru w nocy siódmego dnia Alinard ginie stratowany przez spłoszonego konia.
- Jorge z Burgos – dawny bibliotekarz, ślepy mnich, surowy, bardzo religijny, drugi pod względem wieku w opactwie. Twierdzi, że człowiek pobożny nigdy nie powinien się śmiać, bowiem religia oraz Pismo Święte są samą Prawdą, a z Prawdy nigdy nie należy się śmiać. Wiele lat przed wydarzeniami opisanymi w powieści Jorge rywalizował z Alinardem o stanowisko bibliotekarza. Wystarał się, aby wysłano go do Silos w Hiszpanii, skąd (dzięki znajomości języka arabskiego) przywiózł najpiękniejsze manuskrypty. W nagrodę został nowym bibliotekarzem. Jorge ukrył w klasztornej bibliotece księgi, których jego zdaniem ludzie wierzący nie powinni czytać – w tym księgę De Poetica Arystotelesa. Gdy zaczął tracić wzrok, przekazał stanowisko bibliotekarza Robertowi z Bobbio, a następnie Malachiaszowi. Od tego czasu za pośrednictwem Malachiasza oraz opata Jorge kontroluje prace i życie klasztoru. Postać ta stanowi nawiązanie do argentyńskiego pisarza Jorgego Luisa Borgesa[5]
- Wenancjusz z Salvemec – tłumacz z greki, druga ofiara podczas śledztwa prowadzonego przez Wilhelma. Wenancjusz poznaje sekret księgi De Poetica Arystotelesa od Adelmusa i wykrada ją z biblioteki. Podczas czytania zatruwa się arszenikiem, którym pokryte były karty księgi i umiera w Gmachu. Aby odsunąć podejrzenia, że śmierć mnicha miała związek z biblioteką, Berengar wynosi ciało Wenancjusza z Gmachu i wrzuca je do kadzi ze świńską krwią.
- Berengar z Arundel – mnich, pomocnik bibliotekarza, cierpi na epilepsję. Trzecia ofiara podczas śledztwa prowadzonego przez Wilhelma. Uwodzi Adelmusa i nakłania go do współżycia cielesnego w zamian za księgę De Poetica Arystotelesa wyniesioną potajemnie z biblioteki. W nocy pierwszego dnia Berengar znajduje martwe ciało Wenancjusza w Gmachu, a następnie wynosi je i wrzuca do kadzi ze świńską krwią, aby odsunąć śledztwo od biblioteki. Kolejnej nocy Berengar zakrada się do skryptorium, aby odzyskać księgę, którą Adelmus przekazał Wenancjuszowi. W ciemności Berengar kradnie także Wilhelmowi jego szkła do czytania, a następnie ucieka. Potem czyta księgę i zatruwa się arszenikiem, którym pokryte były karty księgi. Umiera w łaźni.
- Bencjusz z Uppsali – młody mnich ze Skandynawii zajmujący się retoryką. Jest bardzo żądny wiedzy i byłby gotów wiele poświęcić, aby uzyskać dostęp do zakazanych ksiąg. Początkowo pomaga Wilhelmowi w śledztwie i wskazuje mu liczne tropy, bo wierzy, że dzięki śledztwu zostaną ujawnione tajemnice skrywane w klasztornej bibliotece. W nocy siódmego dnia Bencjusz ginie, próbując bezskutecznie ratować księgi z pożaru.
- Aimar z Alessandri, Pacyfik z Tivioli i Piotr z Sant'Albano – grupa „Italijczyków" – rdzennie włoskich mnichów sprzeciwiających się dominacji obcokrajowców w opactwie, sprzecznej z jego tradycją, skupiona wokół starca Alinarda z Grottaferraty
- Hubertyn z Casale – mistyk, postać historyczna
- Michał z Ceseny – teolog, postać historyczna
- Bertrand z Pogetto – kardynał, postać historyczna
- Bernard Gui – bezwzględny inkwizytor, postać historyczna
- Salwator – porozumiewający się wieloma językami garbus. Na pozór głupiec, okazuje się człowiekiem rozumnym. W młodości wędrował po Europie, dołączając się do różnych sekt i grup heretyckich. Około trzydzieści lat przed wydarzeniami z książki Salwator wstąpił do zakonu franciszkanów, ale nie przyjął święceń. W klasztorze nauczył się podstaw łaciny, którą w mowie łączył ze wszystkimi językami, jakie poznał, włócząc się po świecie. Gdy biskup wypędził franciszkanów z klasztoru, Salwator błąkał się po Italii, aż trafił do Casale, gdzie poznał Remigiusza, który przyjął go jako swojego pomocnika. Od tego czasu Salwator był jego towarzyszem.
- dzieweczka – w powieści nie pojawia się jej imię – młoda, uboga wieśniaczka, której zakonnicy dają jedzenie za usługi seksualne. Zdaniem Adso miała 16-18 lat.
- Robert z Bobbio – nieżyjący od wielu lat mnich, który zostaje jedynie krótko wspomniany w historii, mimo to jego postać jest kluczowa dla klasztornych intryg. Na długo przed wydarzeniami z powieści Robert został bibliotekarzem. Jednak był słabego zdrowia, więc nie mógł liczyć na późniejsze objęcie stanowiska opata. Był stronnikiem Jorge z Burgos i za jego namową wyznaczył Malachiasza na swojego asystenta.

## Opis fabuły
Wilhelm i Adso przybywają do opactwa, by wziąć udział w debacie na temat ubóstwa Jezusa Chrystusa. Opat Abbon prosi Wilhelma o pomoc w rozwiązaniu tajemnicy śmierci iluminatora Adelmusa z Otrantu, którego znaleziono martwego u stóp opactwa. Ślady zdają się wykluczać samobójstwo lub nieszczęśliwy wypadek. Sytuacja komplikuje się, gdy giną kolejni mnisi. Kolejne wydarzenia zdają się wskazywać coraz bardziej, że wszystkim zależy na zdobyciu pewnej starożytnej księgi, a klucz do rozwiązania zagadki kryje się w tajemniczej bibliotece opactwa.
Wątek kryminalny nie jest jedynym – i wcale nie najważniejszym – w powieści. Pozostałe to m.in.:
- teologiczny (dyskusja o ubóstwie, dyskusja o śmiechu)
- historyczny (m.in. historia brata Dulcyna (Fra Dolcino) opowiedziana Adsowi przez Hubertyna, konflikt polityczny na płaszczyźnie cesarz – papież)
- miłosny (dotyczący Adsa i dzieweczki)

## Streszczenie fabuły
Uwaga! Ta sekcja zawiera szczegóły fabuły lub zakończenia utworu.

### Dzień pierwszy
Nowicjusz Adso z Melku wraz ze swoim mistrzem franciszkaninem Wilhelmem z Baskerville przybywają do benedyktyńskiego klasztoru w italskich górach. Od mnichów dowiadują się o niedawnej tajemniczej śmierci jednego z nich – Adelmusa. Ciało młodego mnicha zostało znalezione na górskim zboczu pod oknami Gmachu – głównego budynku klasztornego, w którym znajdują się kuchnia, skryptorium oraz biblioteka. Opat prosi Wilhelma o pomoc w wyjaśnieniu zagadki. Pozwala mu przepytywać mnichów, ale zabrania wchodzić do biblioteki, gdzie wstęp mają wyłącznie bibliotekarz oraz jego pomocnik.
Adso oraz Wilhelm udają się do kościoła, w którym Wilhelm spotyka swojego dawnego przyjaciela Hubertyna z Casale. Z prowadzonej przez nich rozmowy Adso dowiaduje się, że między świętością a herezją istnieje bardzo cienka granica, której czasem nawet uczeni teologowie nie potrafią jasno określić. Podczas rozmowy Hubertyn wspomina nieznanego nowicjuszowi brata Dulcyna.
Po wyjściu z kościoła Wilhelm i Adso zwiedzają resztę opactwa oraz poznają niektórych spośród mnichów – herborystę Seweryna, szkłodzieja Mikołaja, bibliotekarza Malachiasza, jego pomocnika Berengara, mnichów pracujących w skryptorium – Wenancjusza i Bencjusza, a także starego i niewidomego Jorge. Z tym ostatnim Wilhelm wdaje się w dyskusję na temat surowości obyczajów – Jorge stanowczo opowiada się za życiem zgodnym z literą Pisma, w tym za życiem pozbawionym śmiechu, bowiem śmiech nie został ani razu wspomniany w Piśmie. Od mnichów Wilhelm dowiaduje się, że Adelmusa i Berengara łączyła szczególna relacja. Mnisi zdradzają także, że wejście do biblioteki nie jest zamknięte, lecz mnisi tam nie wchodzą, bo biblioteka broni się sama – nocą chronią jej duchy i demony.

### Dzień drugi
Rankiem następnego dnia ciało Wenancjusza zostaje znalezione w kadzi ze świńską krwią. Ciało nie jest opuchnięte, więc powodem śmierci nie było utonięcie. Ślady na ziemi wskazują, że zwłoki zostały przez kogoś przyniesione od strony Gmachu. Seweryn podczas oględzin zauważa, że palce oraz język Wenancjusza są czarne, co oznacza, że mnich dotknął jakiegoś trującego przedmiotu, a następnie włożył go sobie do ust, co było przyczyną śmierci.
Wilhelm i Adso rozmawiają z Bencjuszem, który wyjawia im, że w dzień przed śmiercią Adelmusa między mnichami doszło do dyskusji na temat rozrywki i śmiechu. Podczas sporu jeden z mnichów wspomniał o Afryce. Bencjusz dodaje, że w tutejszej bibliotece surowo broni się dostępu do wiedzy, a on w spisie znalazł księgi opatrzone dopiskiem finis Africae. Zdaniem Malachiasza te księgi zaginęły i nie można ich odzyskać. Wilhelm dochodzi do wniosku, że finis Africae jest oznaczeniem ksiąg zakazanych (łac. finis Africae oznacza „krańce Afryki” – nazwa jest symboliczna, gdyż w owych czasach krańce Afryki uchodziły za granice znanego świata).
Następnie Adso oraz Wilhelm rozmawiają z Berengarem. Pomocnik bibliotekarza opowiada im, że wieczorem nim znaleziono martwego Adelmusa, widział go na cmentarzu. Adelmus jeszcze żył, ale zachowywał się jak nawiedzony – opowiadał o tym, że jest potępiony.
Po skończonej rozmowie mnisi kierują się do skryptorium, gdzie Wilhelm chce przyjrzeć się dokładnie pulpitowi, przy którym pracował Wenancjusz. Jednak pozostali mnisi pod różnymi pretekstami mu to uniemożliwiają. Bencjusz podczas poufnej rozmowy zdradza, że Adelmusa i Berengara łączyły kontakty cielesne, lecz w rzeczywistości Adelmus uległ Berengarowi tylko dlatego, że chciał, aby Berengar wyniósł dla niego jedną z ksiąg z biblioteki. Po zgrzeszeniu z Berengarem Adelmus wyspowiadał się przed Jorge, a następnie spotkał się z Wenancjuszem – prawdopodobnie jemu też opowiedział o wszystkim; możliwe również, że przekazał mu księgę od Berengara. Bencjusz przyznaje, że nie dziwi się postawie Adelmusa, bo sam byłby gotów zgrzeszyć, aby tylko zaspokoić swoją żądzę wiedzy. Historia Bencjusza potwierdza przypuszczenia Wilhelma – po spowiedzi u surowego Jorge Adelmus poczuł ciężar swoich grzechów i dlatego mówił Berengarowi, że jest potępiony; następnie Adelmus prawdopodobnie rzucił się z murów klasztornych, a nocna wichura spowodowała obsunięcie się skał i przeniesienie ciała Adelmusa pod okna Gmachu.
Wilhelm odbywa kolejną rozmowę z opatem, który ponagla go do odnalezienia mordercy. Adso poznaje prawdziwy cel przybycia Wilhelma do klasztoru – w tutejszym opactwie ma odbyć się spotkanie franciszkanów reprezentujących niemieckiego cesarza oraz papieskich wysłanników. Opat obawia się, że tajemnicze zabójstwa mogą zaszkodzić mediacjom między dworem cesarskim a kurią, jeżeli nie zostaną wyjaśnione przed przybyciem delegacji. Opat radzi Wilhelmowi, aby w ramach swojego śledztwa zwrócił uwagę na klucznika Remigiusza, który w przeszłości był heretykiem. Opat, podobnie jak wcześniej Hubertyn, wspomina o bracie Dulcynie.
Wilhelm i Adso spotykają się z Alinardem – starym i na wpół obłąkanym mnichem, który wierzy w rychłe nadejście Antychrysta i twierdzi, że śmierć dwóch mnichów została przepowiedziana w Apokalipsie. Alinard wyjawia im, gdzie znajduje się sekretne przejście do skryptorium. W nocy Adso i Wilhelm korzystają z tej wiedzy i wchodzą do skryptorium. Oglądają pulpit Wenancjusza i zauważają, że zniknęła z niego jedna z ksiąg, które były tam za dnia – księga napisana po grecku. Znajdują za to częściowo zaszyfrowane zapiski Wenancjusza. Mnisi orientują się, że w skryptorium jest ktoś trzeci, kto w ciemności podstępem kradnie Wilhelmowi jego szkła do czytania – bez nich Wilhelm nie będzie mógł odszyfrować zapisków Wenancjusza. Tajemnicza osoba ucieka, a Adso i Wilhelm wchodzą do biblioteki. Przekonują się, że biblioteka jest istnym labiryntem sal i korytarzy, w których palone są zioła mogące wywoływać wizje u intruzów – stąd wzięły się historie o duchach i demonach strzegących biblioteki. Wilhelm postanawia wrócić później do biblioteki i oznaczać korytarze, przez które już przeszli, aby móc lepiej orientować się w labiryncie.

### Dzień trzeci
O poranku mnisi zauważają nieobecność Berengara. W jego celi znaleziono zakrwawione płótno, ale po samym pomocniku bibliotekarza nie ma śladu.
Adso rozmawia ze sprawiającym wrażenie przygłupiego prostaczka Salwatorem – pomocnikiem klucznika Remigiusza. Mnich opowiada o swojej burzliwej młodości, gdy podróżował po świecie razem z sektami i heretykami. Adso pyta go o znajomość z bratem Dulcynem, o którym słyszał wcześniej od Hubertyna i opata, lecz Salwator zaczyna być nieufny w stosunku do nowicjusza i gwałtownie kończy rozmowę.
Adso idzie do pracowni Mikołaja, gdzie szkłodziej oraz Wilhelm próbują wspólnie skonstruować nowe szkła do czytania dla Wilhelma. Nowicjusz odbywa ze swoim mistrzem rozmowę na temat herezji. Wilhelm tłumaczy mu, że ruchy heretyckie wywodzą się z prostego biednego ludu, który został odtrącony przez Kościół i o który Kościół nie dba. W poglądach niezgodnych z doktrynami i odnowie Kościoła lud dostrzega szanse na poprawę swojego życia. Jednak Kościół nie chce zajmować się tym ludem ani ponownie włączyć do grona wiernych, ponieważ wtedy musiałby się zreformować, co wiązałoby się z oddaniem części swojej władzy i przywilejów, a już teraz Kościół toczy o nie walkę z cesarzem – obie strony chcą zyskać dla siebie jak najwięcej. Franciszkanin wspomina o bracie Dulcynie i o tym, że przewodził on zbrojnej bandzie, która chciała duchowo odnowić świat poprzez wytępienie kapłanów i możnych. Pod koniec rozmowy Wilhelm wyjawia, że udało mu się odczytać część notatek Wenancjusza – jest w nich ukryta tajemnicza zagadka, której sensu franciszkanin, póki co nie rozumie: ręka na idolu działa na pierwszy i siódmy z czterech.
Opat wzywa do siebie Wilhelma i Adso. Mówi im, że otrzymał list, z którego dowiedział się, że papieską delegacją będzie kierował Bernard Gui – znany inkwizytor, bezwzględny pogromca heretyków. Opat twierdzi, że jeśli nie uda się znaleźć mordercy przed przybyciem delegacji, będzie zmuszony przekazać część swojej władzy nad klasztorem w ręce Bernarda.
Po wyjściu od opata Wilhelm oraz Adso oglądają uważnie z zewnątrz budynek Gmachu. Na podstawie obserwacji oraz doświadczeń z nocnej wizyty w bibliotece dochodzą do wniosku, że rozmieszczenie pomieszczeń jest na swój sposób symetryczne i geometrycznie uporządkowane. Wspólnie tworzą mapę, dzięki której będą mogli orientować się w labiryncie sal bibliotecznych.
Adso idzie do kościoła, aby wypytać Hubertyna o brata Dulcyna. Hubertyn opowiada mu o losach herezji we Włoszech. Nowicjusz stwierdza, że coraz mniej rozumie różnicę między świętością a herezją. Jako narrator powieści przyznaje, że dopiero po latach ją zrozumiał – świętość polega na modlitwie do Boga z prośbą o zmianę porządku świata a herezja polega na dokonywaniu tych zmian własnymi rękami. Hubertyn mówi także, że jego zdaniem klucznik Remigiusz jest dobrym człowiekiem, chociaż oddaje się pokusom ciała. Na koniec mnich opowiada Adso o miłości – o niebiańskiej miłości umiłowania duszy oraz o diabelskiej i grzesznej miłości cielesnej.
Wieczorem nowicjusz w pojedynkę zakrada się do skryptorium i biblioteki, gdzie czyta księgi opowiadające historię ostatnich dni brata Dulcyna i ogląda różne miniatury, w tym wizerunki przedstawiające rozpustne niewiasty. Już w nocy Adso wychodzi ze skryptorium i wchodzi do kuchni. W mroku dostrzega, że w środku przebywają dwie osoby – jedna z nich szybko ucieka na zewnątrz, a druga okazuje się nastoletnią dziewczyną, która cieleśnie oddaje się chłopakowi. Następnie Adso zapada w sen, rozmyślając nad tym, czy miłość cielesna rzeczywiście jest grzechem i różni się od miłości duszy, skoro obie są tak przyjemne i wydają się dobre. Po przebudzeniu nowicjusz zauważa, że dziewczyna zniknęła, ale zostawiła w kuchni niewielkie zawiniątko. W środku Adso znajduje serce, na którego widok z przerażenia traci przytomność.
Nowicjusz zostaje znaleziony i ocucony przez Wilhelma, który tłumaczy, że serce nie jest ludzkie, lecz zwierzęce. Adso spowiada się mistrzowi ze zbliżenia z nieznajomą dziewczyną. Franciszkanin rozgrzesza go i dodaje, że chłopak nie powinien być dla siebie zbyt surowy – nie powinien nigdy więcej tak grzeszyć, ale też nie powinien nadmiernie się za to obwiniać i pokutować. Wilhelm domyśla się, że dziewczyna pochodzi z pobliskiej wsi, a do klasztoru przyszła na spotkanie z mnichem, któremu oddaje się cieleśnie w zamian za jedzenie – w tym przypadku zwierzęce podroby. Zdaniem Wilhelma tym mnichem był klucznik Remigiusz lub jego pomocnik Salwator, bo tylko oni mogliby niepostrzeżenie wprowadzić obce osoby do klasztoru i przekazać im żywność z kuchni.
Wracając do swojej celi, Adso i Wilhelm spotykają w kościele Alinarda, który powtarza, że śmierci mnichów zostały przepowiedziane w Apokalipsie, a trzecia śmierć powinna dotyczyć wody. Nowicjusz oraz jego mistrz idą do łaźni, gdzie w wannie znajdują utopione ciało Berengara.

### Dzień czwarty
Herborysta Seweryn wraz z Wilhelmem i Adso badają zwłoki Berengara. Zauważają, że martwy mnich ma czarne palce oraz język, co oznacza, że podobnie jak Wenancjusz dobrowolnie włożył sobie do ust truciznę, od której zmarł. Wilhelm podejrzewa, że to Berengar poprzedniej nocy był w skryptorium, skąd zabrał jego szkła do czytania oraz księgę z pulpitu Wenancjusza. Jednak księgi nie było wśród jego rzeczy w łaźni, więc przed śmiercią Berengar musiał pójść gdzieś, gdzie ją zostawił. Seweryn wspomina, że kiedyś w swoim szpitalu miał silną truciznę, której dotknięcie wargami miało powodować natychmiastową śmierć, lecz ta trucizna zniknęła ze szpitala wiele lat temu.
Wilhelm oraz Adso idą porozmawiać z Salwatorem, którego Wilhelm nakłania do wyznania prawdy, niejako grożąc przybyciem inkwizycji. Salwator przyznaje, że nocami sprowadza wiejskie dziewczyny dla Remigiusza, z którym w przeszłości wspólnie należeli do towarzyszy brata Dulcyna.
Następnie mnisi idą wypytać klucznika. W obawie przed inkwizycją Remigiusz potwierdza słowa Salwatora o nocnych schadzkach i przynależności do sekty brata Dulcyna. Mówi także, że w noc śmierci Adelmusa widział Berengara idącego z Gmachu do kościoła. Dodaje, iż w opactwie krążyły plotki, jakoby Berengar był homoseksualistą. Potem klucznik wyznaje, że w noc śmierci Wenancjusza natknął się na jego zwłoki leżące w kuchni przy kadzi z wodą do picia, lecz nikogo o tym nie poinformował i uciekł z kuchni, nie ruszając ciała i nie ma pojęcia, w jaki sposób później znalazło się ono w kadzi z krwią. Na koniec Remigiusz wspomina, że jego zdaniem Bencjusz jest podejrzany. Jednocześnie twierdzi, że Malachiasz jest niewinny i dodaje, że bibliotekarz zna jakiś jego sekret.
Seweryn przychodzi do Wilhelma i daje mu szkła do czytania znaleziona w rzeczach Berengara, co potwierdza, że to Berengar nocą był w skryptorium. Równocześnie do Wilhelma przychodzi Mikołaj, który ukończył prace nad nowymi szkłami.
Adso rozmyśla nad swoim nocnym spotkaniem z wiejską dziewczyną i istotą miłości. Nowicjusz dochodzi do wniosku, że pokochał dziewczynę. W tym czasie Wilhelm z pomocą szkieł odczytuje notatki Wenancjusza – okazuje się, że oprócz niezrozumiałej zagadki są tam przypadkowe zdania będące urywkami z jakiejś księgi. Wilhelmowi te fragmenty wydają się znajome.
Do klasztoru przybywa delegacja franciszkanów pod przywództwem Michała z Ceseny. Adso przysłuchuje się rozmowie swojego mistrza z franciszkanami – mnisi dyskutują na temat chciwości papieża i przygotowują się do spotkania z papieską delegacją, która tego samego dnia przyjeżdża do opactwa. Bernard Gui podejmuje się wyjaśnienia zagadki morderstw i zaczyna przepytywać mieszkańców opactwa.
Wilhelm i Adso prowadzą krótką rozmowę z Alinardem. Starzec wspomina, że trzecie ciało zostało znalezione tam, gdzie przepowiedziała Apokalipsa i teraz powinni czekać na czwartą trąbę. Dodaje, że przed laty to on powinien zostać bibliotekarzem, lecz tę funkcję powierzono komuś innemu, kogo Bóg za to pokarał i zesłał na niego ciemność.
Wieczorem Adso zauważa Salwatora wymykającego się z opactwa. Mnich tłumaczy, że planuje przeprowadzić magiczny rytuał, aby zdobyć miłość kobiety.
W nocy Wilhelm i Adso ponownie zakradają się do biblioteki. Dzięki sporządzonej mapie odkrywają reguły, zgodnie z którymi rozmieszczone są sale i korytarze. Docierają do części biblioteki, gdzie znajdują się księgi afrykańskich pisarzy. Wnioskując z symetrycznego rozkładu biblioteki, domyślają się, że jest tu ukryta sala, do której nie da się wejść – finis Africae, gdzie przechowuje się księgi zakazane. Przejście musi ukrywać się za zwierciadłem wiszącym na ścianie, lecz mnichom nie udaje się go otworzyć. Podejrzewają, że sposób na otwarcie przejścia ukryty jest w zagadce Wenancjusza: ręka na idolu działa na pierwszy i siódmy z czterech.
Przed opuszczeniem biblioteki Adso znajduje traktaty opisujące miłość. Po ich przeczytaniu uświadamia sobie, że jest chory na miłość do wiejskiej dziewczyny.
Gdy Wilhelm i Adso wychodzą z biblioteki, zauważają, że na terenie opactwa panuje zamieszanie. Okazuje się, że strażnicy Bernarda Gui złapali Salwatora oraz dziewczynę ze wsi i znaleźli przy nich rzeczy, które Salwator chciał wykorzystać do swojego magicznego rytuału. Pod zarzutem czarów oboje zostają zamknięci w celach, a Bernard Gui idzie przesłuchać Salwatora.

### Dzień piąty
Obie delegacje – franciszkańska i papieska – zbierają się w sali kapitulnej, aby przeprowadzić dyskusję na temat ubóstwa Chrystusa. Dyskusja szybko przeradza się w kłótnię i wzajemne obrzucanie się wyzwiskami oraz obelgami, w czym jedynie Wilhelm, Adso i Bernard Gui nie biorą udziału. Wilhelm tłumaczy młodemu nowicjuszowi, że spór tylko pozornie dotyczy ubóstwa Chrystusa. W rzeczywistości przedmiotem sporu jest to, czy Kościół powinien mieć majątek, a co za tym idzie, czy powinien mieć przywilej ustanawiania praw na ziemi.
W trakcie toczącej się kłótni do Wilhelma podchodzi jeden z mnichów i informuje go, że Seweryn chciałby z nim pilnie porozmawiać. Franciszkanin oraz Adso wychodzą przed salę kapitulną, gdzie gromadzą się ciekawscy mnisi przysłuchujący się dyskusji obu delegacji. Wśród nich jest Seweryn, który opowiada Wilhelmowi, że Berengar przed swoją śmiercią musiał być u niego w szpitalu. Herborysta znalazł wśród swoich ksiąg jedną dziwną księgę, która do niego nie należy – musi to być księga wyniesiona przez Berengara z biblioteki. Wilhelm poleca Sewerynowi wrócić do szpitala, zamknąć drzwi i nikomu nie otwierać, póki on do niego nie przyjdzie.
Adso jest świadkiem, jak Jorge odchodzi w stronę kościoła i Gmachu, a zmartwiony klucznik Remigiusz idzie za Sewerynem, lecz nie wchodzi do szpitala. Ciekawski Bencjusz wypytuje nowicjusza o to, co Seweryn znalazł wśród swoich ksiąg i dodaje, że za wszelką cenę chciałby dowiedzieć się, co Berengar wyniósł z biblioteki.
Adso wraca do sali kapitulnej, gdzie kłótnia już się zakończyła. Jego mistrz przemawia, przedstawiając poglądy cesarskich teologów, zdaniem których papież wraz z Kościołem powinni zajmować się wyłącznie wiarą i wykładnią Pisma a rządy nad sprawami doczesnymi na ziemi powinny być sprawowane przez lud, w tym cesarza.
Nim przedstawiciele papieża mają szansę odpowiedzieć, rozmowy zostają przerwane na wieść o znalezieniu ciała martwego Seweryna.
Mnisi biegną do szpitala, gdzie zastają strażników trzymających klucznika Remigiusza. Całe pomieszczenie wygląda jakby ktoś gwałtownie czegoś szukał, a na podłodze leży ciało herborysty, któremu ktoś roztrzaskał głowę ciosem astrolabium. Strażnicy mówią, że weszli do szpitala i zobaczyli Remigiusza stojącego nad zwłokami Seweryna. Bernard Gui nakazuje zamknąć klucznika w celi. Przed wyprowadzeniem Remigiusz zwraca się do Malachiasza z prośbą o pomoc. Bibliotekarz odpowiada, że nie będzie działał przeciwko niemu. Bencjusz zdradza Adso i Wilhelmowi, że stał przy drzwiach i nie widział, aby Malachiasz wchodził do szpitala – oznacza to, że Malachiasz musiał być w środku już wcześniej i ukrywał się, póki w szpitalu nie pojawiło się wystarczająco dużo mnichów, aby mógł wyjść niezauważony.
Na prośbę Wilhelma opat wyprasza wszystkich ze szpitala. W środku zostają jedynie Wilhelm, Adso oraz Bencjusz pilnujący drzwi. Mnisi dokładnie przeszukują pomieszczenia, szukając dziwnej księgi, którą znalazł Seweryn, lecz jej nie znajdują. Wśród traktatów o roślinach zauważają jedynie manuskrypt po arabsku. Przypominają sobie, że nie widzieli, aby którykolwiek z zakonników wynosił coś ze szpitala, więc zabójca musiał przyjść tu jeszcze wcześniej i zabrać księgę. Wilhelm ogląda zwłoki Seweryna i dostrzega, że herborysta miał na dłoniach rękawice. Franciszkanin dochodzi do wniosku, że trucizna, która zabiła Wenancjusza oraz Berengara musi być ukryta w samej księdze lub jej oprawie. Chwilę później Wilhelm zdaje sobie sprawę, że śmierć Seweryna zgadza się z kolejnymi wersami Apokalipsy, gdyż czwarta śmierć miała dotyczyć spadających gwiazd, a herborysta zginął od ciosu astrolabium. Franciszkanin nakazuje Bencjuszowi udanie się do biblioteki i uważne obserwowanie Malachiasza. Następnie Adso i Wilhelm wychodzą ze szpitala, a do środka wchodzą mnisi i służący, aby przygotować zwłoki do pochówku.
Wracając do sali kapitulnej, nowicjusz i jego mistrz zastanawiają się, czemu Seweryn uznał znalezioną księgę za dziwną. Franciszkanin doznaje olśnienia, gdy dociera do niego, że musiało chodzić o formę księgi, a nie o jej treść – w skryptoriach często zszywa się i oprawia wspólnie kilka krótszych tekstów, a Seweryn jako herborysta nie był zaznajomiony ze sprawami bibliotecznymi, więc mógł o tym nie wiedzieć. Księga, której powinni szukać składa się z kilku różnych tekstów. Znaleziony arabski manuskrypt prawdopodobnie zawierał w sobie także grecki tekst, który Wilhelm wcześniej widział na pulpicie Wenancjusza. Adso i Wilhelm wracają do szpitala i zauważają, że dokładnie ta księga zniknęła.
Mnisi wracają do sali kapitulnej, w której Bernard Gui rozpoczyna przesłuchanie klucznika Remigiusza. Podczas przesłuchania inkwizytor zarzuca klucznikowi, że w przeszłości należał do sekty heretyków, ale Remigiusz zaprzecza. Do sali zostaje wprowadzony Salwator, który w nocy podczas tortur przyznał, że on i Remigiusz byli heretykami, a potem schronili się w tym opactwie. Salwator dodaje, że brat Dulcyn przed swoją śmiercią powierzył Remigiuszowi listy, które potem na terenie opactwa ukrył dla niego bibliotekarz Malachiasz. Malachiasz przyznaje się do przechowania listów, ale zaznacza, że ich nie czytał i nie wiedział, czego dotyczyły. Następnie oskarża Remigiusza o zamordowanie Seweryna. Remigiusz przyznaje się do przeszukania szpitala – po podsłuchaniu rozmowy Wilhelma i Seweryna nabrał podejrzeń, że Seweryn znalazł w szpitalu listy brata Dulcyna i chciał je odzyskać, ale zaprzecza, jakoby zabił herborystę, o czym Malachiasz musi wiedzieć, bowiem był wcześniej niż on w szpitalu. Bernard Gui nie wierzy Remigiuszowi i nakazuje mu przyznać się do zarzucanych zbrodni. Klucznik potwierdza, że należał do sekty brata Dulcyna i wraz z nim mordował i grabił niewinnych. Ostatecznie pod groźbą tortur przyznaje się także do zabicia mnichów w opactwie. Bernard Gui kończy przesłuchanie i oznajmia, że zabierze Remigiusza do Awinionu, aby tam przeprowadzono proces. Inkwizytor dodaje, że błędy heretyka Dulcyna brały się z głoszonego ubóstwa. Mnisi zebrani w sali rozumieją, że takie stwierdzenie niweczy jakąkolwiek szansę na szybkie porozumienie między franciszkanami a papieżem.
Michał z Ceseny oraz Hubertyn postanawiają jak najszybciej opuścić opactwo. Wilhelm i Adso rozmawiają z Bencjuszem i domagają się wydania księgi, co do której Wilhelm ma podejrzenia, że to właśnie Bencjusz zabrał ją ze szpitala. Bencjusz potwierdza przypuszczenia, ale odmawia oddania księgi. Przyznaje, że został mianowany pomocnikiem bibliotekarza i to jemu przekazał księgę. Wilhelm i Adso rozumieją, że wcześniej Bencjusz chciał, aby wiedza klasztornej biblioteki była dostępna dla wszystkich, lecz teraz gdy uzyskał do niej dostęp, będzie jej strzegł tak samo, jak Malachiasz.
Podczas wieczornego nabożeństwa Jorge głosi kazanie, w którym zaznacza, że śmierć mnichów wzięła się z pychy i poszukiwania nadmiernej wiedzy. Wilhelm domyśla się, że stary, ślepy zakonnik wie na temat morderstw więcej niż mówi. Jorge zapowiada rychły koniec świata i nadejście Antychrysta.
Po nabożeństwie Wilhelm mówi Adso, że Bernard Gui wyjedzie do Awiniony, zabierając ze sobą Remigiusza, Salwatora oraz wiejską dziewczynę. Nowicjusz rozpacza nad losem dziewczyny, którą czeka śmierć na stosie. Adso jako narrator przyznaje, że była to jego jedyna ziemska miłość.

### Dzień szósty
Bibliotekarz Malachiasz spóźnia się na poranne modlitwy. Gdy w końcu przychodzi do kościoła, pada na ziemię i umiera. Przed śmiercią mówi o skorpionach – wzmianka o skorpionach pojawia się także w Apokalipsie. Wilhelm i Adso zauważają, że bibliotekarz ma czarny język oraz palce jednej dłoni.
Opat wyznacza Mikołaja na nowego klucznika. Jednocześnie, ku niezadowoleniu Bencjusza, nie powołuje nowego bibliotekarza. Dodaje, że póki co Bencjusz nie pozna sekretów biblioteki – ma jedynie opiekować się skryptorium i dbać, aby nikt do biblioteki nie wchodził.
Mikołaj opowiada Wilhelmowi i Adso o przeszłości opactwa, o tutejszych intrygach w walce o władzę. Mówi, że Malachiasz, mimo bycia bibliotekarzem, nie był wykształcony, a to stanowisko otrzymał za sprawą intryg. Mikołaj sugeruje, że tajemnicze morderstwa mogą mieć związek z rywalizacją, która od lat trwa w opactwie – mnisi pochodzący z Italii rywalizują z mnichami z innych krain. Śmierć Malachiasza i Berengara mogła wynikać stąd, że obaj zajmowali ważne stanowiska, a żaden z nich nie pochodził z Italii.
Delegacja franciszkanów opuszcza klasztor. Podobnie jak delegacja Bernarda Gui, który zabiera ze sobą Remigiusza, Salwatora oraz wiejską dziewczynę.
Wilhelm i Adso idą do skryptorium, gdzie badają uważnie biblioteczny katalog. Na jego podstawie oraz na podstawie opowieści Mikołaja Wilhelm wysnuwa wniosek, że kilkadziesiąt lat temu biblioteką zarządzał nieznany mu z imienia bibliotekarz – ten sam, o którym wcześniej wspominał Alinard jako o swoim rywalu.
Mnisi rozmawiają z Bencjuszem, który lęka się o swoje życie, jako że zaczyna podejrzewać, iż Malachiasz i Berengar zginęli, bo nie byli Italczykami, a i on sam nie pochodzi z Italii, więc może czekać go śmierć. Nowy pomocnik bibliotekarza wspomina, że dotykał tajemniczej księgi wyniesionej przez Berengara, ale jej nie czytał. Dodaje, że fragment księgi w języku greckim spisany był nie na zwykłych stronach, lecz na stronach zrobionych z płóciennego materiału, przez co strony się skleiły i ciężko się je przewracało.
Wilhelm oraz Adso spotykają się z opatem, któremu franciszkanin opowiada o swoich domysłach, że zbrodnie były związane z zakazaną księgą wyniesioną bezprawnie z biblioteki. Wilhelm dodaje, że spośród mnichów ginęli wszyscy, którzy mieli dużą wiedzę o bibliotece, a teraz opat został ostatnią osobą z taką wiedzą. Opat jest częściowo przerażony, lecz także rozgoryczony tym, że śledztwo zajęło Wilhelmowi aż tyle czasu, przez co spotkanie delegacji cesarskiej i papieskiej zakończyło się niepowodzeniem, a dwóch mnichów aresztowano jako heretyków. Przełożony klasztoru nakazuje Wilhelmowi zaniechanie dalszego dochodzenia oraz opuszczenie opactwa następnego dnia o poranku.
Po zakończeniu spotkania Adso i jego mistrz podejrzewają, że opat domyśla się, kto jest zabójcą, a im kazał porzucić śledztwo, aby sam mógł dyskretnie się tym zająć, żeby nie ucierpiało dobre imię opactwa. Mimo słów opata, Wilhelm chce poznać prawdę i doprowadzić śledztwo do końca.
Po południu wśród mnichów narastają niepokoje – wszyscy główni podejrzani już nie żyją, a w dalszym ciągu nie wiadomo, kto jest odpowiedzialny za zbrodnie. Na wieczornych modlitwach nie pojawiają się Jorge, Bencjusz oraz Mikołaj. Pierwszego z nich brakuje również na kolacji i mnisi obawiają się, że stary ślepiec stał się kolejną ofiarą.
Podczas nocnej przechadzki po terenie opactwa Adso z rozbawieniem wspomina niegramatyczną łacinę, którą posługiwał się Salwator. Dzięki temu Wilhelm odkrywa rozwiązanie zagadki spisanej w notatkach Wenancjusza. Franciszkanin rozumie, że wcześniej błędnie przetłumaczył ją z łaciny – prawdziwe znacznie to: ręka na idolu działa na pierwszy i siódmy w czwartym. Chodzi o pierwszą i siódmą literę czwartego słowa we frazie napisanej nad zwierciadłem w bibliotece.

### Dzień siódmy
Wilhelm i Adso zakradają się do biblioteki. Po drodze przez tajemne przejście słyszą dziwne dudnienie za kamienną ścianą, ale idą dalej i docierają do finis Africae. W środku oczekuje ich Jorge, który okazuje się odpowiedzialny za zgony mnichów. To Jorge wiele lat temu był bibliotekarzem oraz rywalem Alinarda. Ukrył w bibliotece księgi, które uznał za niegodne czytania przez ludzi wierzących – w tym księgę Poetica Arystotelesa traktującą o rozrywce, śmiechu i żartach, które zdaniem Jorge nie przystoją człowiekowi religijnemu, jako że Biblia o nich nie wspomina. Gdy zaczął tracić wzrok i musiał ustąpić z pełnionej funkcji, wystarał się, aby bibliotekarzem został Malachiasz, który był mu całkowicie posłuszny.
Stary ślepiec mówi, że spodziewał się, iż Wilhelm domyśli się prawdy i dlatego Jorge przyszedł do finis Africae, aby oczekiwać spotkania z franciszkaninem. Opat ostatecznie również domyślił się, że to Jorge stał za wszystkim i chciał z nim porozmawiać. Dudnienie, które słyszeli Adso i Wilhelm było stukaniem opata zamkniętego przez Jorge w jednym z tajnych przejść do biblioteki, gdzie opatowi przyjdzie umrzeć, bo wyjście jest zablokowane.
Wilhelm opowiada o swoich domysłach – większość mnichów zginęła na skutek trucizny, którą Jorge wiele lat temu ukradł ze szpitala Seweryna, a następnie pokrył karty księgi Poetica, żeby uniemożliwić jej czytanie. Aby móc przewracać sklejone kartki, mnisi musieli ślinić palce, przez co nieświadomie wprowadzali truciznę do ust. Adelmus skutki działania trucizny wziął za wyrzuty sumienia po zgrzeszeniu z Berengarem i popełnił samobójstwo, rzucając się z murów opactwa. Wenancjusz zginął od trucizny w Gmachu, ale znalazł go tam Berengar, który chciał odsunąć wszelkie podejrzenia od biblioteki, więc wyniósł ciało Wenancjusza i wrzucił je do kadzi z krwią. Potem Berengar ukrył księgę w szpitalu Seweryna, ale sam również ją przeczytał i otruł sam siebie. Seweryna zabił Malachiasz, którego do szpitala wysłał Jorge, aby odzyskał wykradzioną księgę. Bibliotekarz nie mógł powstrzymać ciekawości i zaczął czytać księgę, a potem zmarł od trucizny.
Okazuje się, że zbieżność między wersami Apokalipsy a śmiercią mnichów była przypadkowa, a Wilhelm przyjął ją jako regułę, bo pasowała do jego domysłów.
Jorge tłumaczy, że sam siebie postrzega jako narzędzie boskiego planu, którego celem było ukrycie na zawsze księgi, bowiem jej tematyka podparta autorytetem Arystotelesa mogłaby zaszkodzić Kościołowi – komedia, zabawa i rozrywka wyniesione do rangi sztuki mogłyby dostarczyć prostemu ludowi oręż w filozoficznych dysputach, a ponadto śmiech mógłby zniszczyć w ludziach to, co zdaniem Jorge jest najważniejsze, czyli poczucie ciągłego strachu, strachu przed śmiercią oraz boskim prawem.
Wilhelm odrzuca argumentację Jorge i stara się zabrać mu księgę, lecz starzec zaczyna wyrywać jej strony i je zjadać. Następnie ucieka przez bibliotekę, a w trakcie pościgu rzuca płonącym kagankiem w stos ksiąg. Biblioteka błyskawicznie zaczyna się palić. Wybucha pożar, który szybko ogarnia resztę opactwa. Adso alarmuje mnichów, lecz ci są zbyt zagubieni, aby walczyć z ogniem. Bencjusz ginie w pożarze, próbując ratować biblioteczne księgi, z których stratą nie może się pogodzić. Alinard zostaje stratowany przez spanikowanego konia.
Wilhelm wraz z Adso postanawiają natychmiast uciekać z opactwa, z którego nic nie da się już uratować. Franciszkanin wyrzuca sobie, że tak długo zajęło mu wyjaśnienie tajemnic opactwa, przez co nie tylko nie udało się odzyskać księgi Arystotelesa, ale także największa biblioteka chrześcijańskiego świata została zniszczona. Tłumaczy, że jego zdaniem Jorge nie bronił świata przed Antychrystem, lecz sam tym Antychrystem był, bo bezgranicznie wierzył we własną wersję prawdy i był w stanie fanatycznie jej bronić, nie licząc się z niczym.
Adso i Wilhelm udają się do Niemiec, gdzie rozstają się na zawsze. Adso wspomina, że wiele lat po wydarzeniach z powieści powrócił do opactwa w italskich górach, ale zastał tam jedynie ruiny, z których wygrzebał strzępy i resztki zniszczonych ksiąg. Zabrał je ze sobą, a następnie próbował odtworzyć z nich całe księgi, chociaż nie wie, czy był w tym jakikolwiek sens.
Adso kończy swoją kronikę, rozmyślając nad tym, że jest już stary i niedługo przyjdzie mu umrzeć. Wszystko umiera i przemija, nie zostawiając po sobie prawie nic; tak jak więdnie róża i wtedy zostaje jedynie jej nazwa, jej imię.

## Dopiski na marginesie «Imienia róży»
Esej Umberta Eco z 1983 roku, w którym autor wyjaśnia niektóre kwestie dotyczące powstawania dzieła. W Polsce opublikowany razem z tekstem powieści.

## Adaptacje
Powieść została zekranizowana w 1986 roku przez Jeana-Jacques'a Annauda w filmie pod tym samym tytułem. W roli Wilhelma z Baskerville wystąpił Sean Connery, zaś Adsona zagrał Christian Slater. W Salwatora wcielił się Ron Perlman.
W 2019 roku włoski kanał telewizyjny Rai 1 wyemitował ośmio odcinkowy serial Imię róży w reżyserii Giacomo Battiato. Rolę Wilhelma z Baskerville zagrał John Turturro, Adso – Damian Hardung, zaś Salwatora Stefano Fresi.
Teatro alla Scala i Opera Paryska zamówiły adaptację operową powieści u kompozytora Francesca Filideiego, a jej premiera została zaplanowana w Mediolanie na 2025 rok.